# Matas Buzelis
Matas Arvidas Buzelis (Chicago, 13 de outubro de 2004) é um jogador lituano-americano de basquete profissional do Chicago Bulls da National Basketball Association (NBA). Ele foi selecionado pelos Bulls como a 11ª escolha geral no draft da NBA de 2024.

## Início da vida e carreira no ensino médio
Buzelis cresceu em Hinsdale, Illinois. Seus pais jogaram basquete profissionalmente na Lituânia antes de imigrar para os Estados Unidos e se estabelecer na área de Chicago. Na infância, Buzelis frequentou a escola de ginástica com seu irmão e irmã, mais tarde na mesma escola ele frequentou a natação e teve os melhores resultados entre os nadadores de nado peito sub-10 e sub-12 no estado de Illinois.
Buzelis inicialmente frequentou a Hinsdale Central High School. Ele foi transferido para a Brewster Academy, um internato em Wolfeboro, New Hampshire, no meio do início do primeiro semestre de seu segundo ano, depois que a temporada de basquete da Hinsdale Central foi adiada devido a preocupações relacionadas à pandemia de COVID-19. Em sua terceira temporada, Buzelis foi nomeado o Jogador do Ano de New Hampshire após ter médias de 11,4 pontos, 5,9 rebotes, 2,1 assistências, 1,3 bloqueios e 1,2 roubos de bola. Ele também foi selecionado para jogar pelo Team World no Nike Hoops Summit de 2022.
Buzelis foi transferido para a Sunrise Christian Academy em Bel Aire, Kansas, antes do início de seu último ano. Durante esse ano, ele teve médias de 15,7 pontos e 5,6 rebotes, enquanto acertou 54% dos arremessos, 42,4% da faixa de 3 pontos e 80% da linha de lance livre.
Buzelis foi um recruta de cinco estrelas de consenso e um dos melhores jogadores da classe de 2023, de acordo com os principais serviços de recrutamento. Ele finalmente escolheu jogar profissionalmente pela NBA G League Ignite.

## Carreira profissional

### NBA G League Ignição (2023–2024)
Em 31 de maio de 2023, Buzelis assinou oficialmente com a NBA G League Ignite. Durante a temporada de 2023-24 da G-League, Buzelis teve médias de 14,1 pontos, 6,6 rebotes e 1,9 assistências.

### Chicago Bulls (2024–Presente)
Buzelis foi selecionado pelo Chicago Bulls como a décima primeira escolha geral durante o draft da NBA de 2024. Buzelis era projetado como um top 5 no processo de pré-draft, pois as equipes estavam interessadas em seu tamanho e sensibilidade para o jogo, colocando-o como uma escolha top 5 comumente para o Detroit Pistons, que decidiu escolher o seu companheiro de equipe do Ignite, Ron Holland. Outras equipes passaram por Buzelis, deixando-o para o Bulls de sua cidade natal. Ele assinou um contrato de 4 anos e US$23.9 milhões com os Bulls em 2 de julho de 2024.
Em 23 de outubro de 2024, Buzelis fez sua estreia na NBA em uma derrota por 123-111 para o New Orleans Pelicans.

## Carreira na seleção
Em 21 de julho de 2022, Buzelis se comprometeu com a Seleção Lituana para disputar as competições internacionais. Mais tarde naquele ano, a Federação Lituana de Basquete registrou Buzelis no sistema FIBA como membro da seleção.

## Estatísticas de carreira

### Universitário
| Ano     | Equipe       | PJ | PT | MPJ  | AP   | 3P   | LL   | RT  | AS  | BR | TO  | PPJ  |
| ------- | ------------ | -- | -- | ---- | ---- | ---- | ---- | --- | --- | -- | --- | ---- |
| 2023–24 | NBA G League | 26 | 26 | 32.0 | .448 | .273 | .679 | 6.9 | 2.0 | .8 | 2.1 | 14.3 |

## Vida pessoal
Um dos avôs de Buzelis, Arvydas Jankauskas, é um ex-jogador de basquete e treinador, enquanto seu outro avô, Petras Buzelis, também é um ex-jogador de basquete que estreou no Žalgiris Kaunas aos 19 anos, mais tarde se tornou capitão da equipe e ganhou seis títulos da Liga Lituana e três medalhas de bronze da Liga de Basquete da URSS. Uma das avós de Buzelis, Elena Buzelienė, é uma grande jogadora de handebol que ganhou duas Copas dos Campeões Europeus.
A mãe de Buzelis, Kristina Jankauskaitė, jogou pelas seleções nacionais de basquete juvenil da Lituânia e foi uma das jogadoras de basquete mais promissoras de sua geração. O pai de Buzelis, Aidas Buzelis, é um ex-jogador de basquete que jogou por vários clubes da Liga Lituana e também trabalhou como massagista da Seleção Lituana.
Buzelis é fluente em lituano, além de inglês.

## Prêmios e homenagens
NBA
- NBA All-Rookie Team:
  - Segundo time: 2025[21]